# Oļegs Meļehs

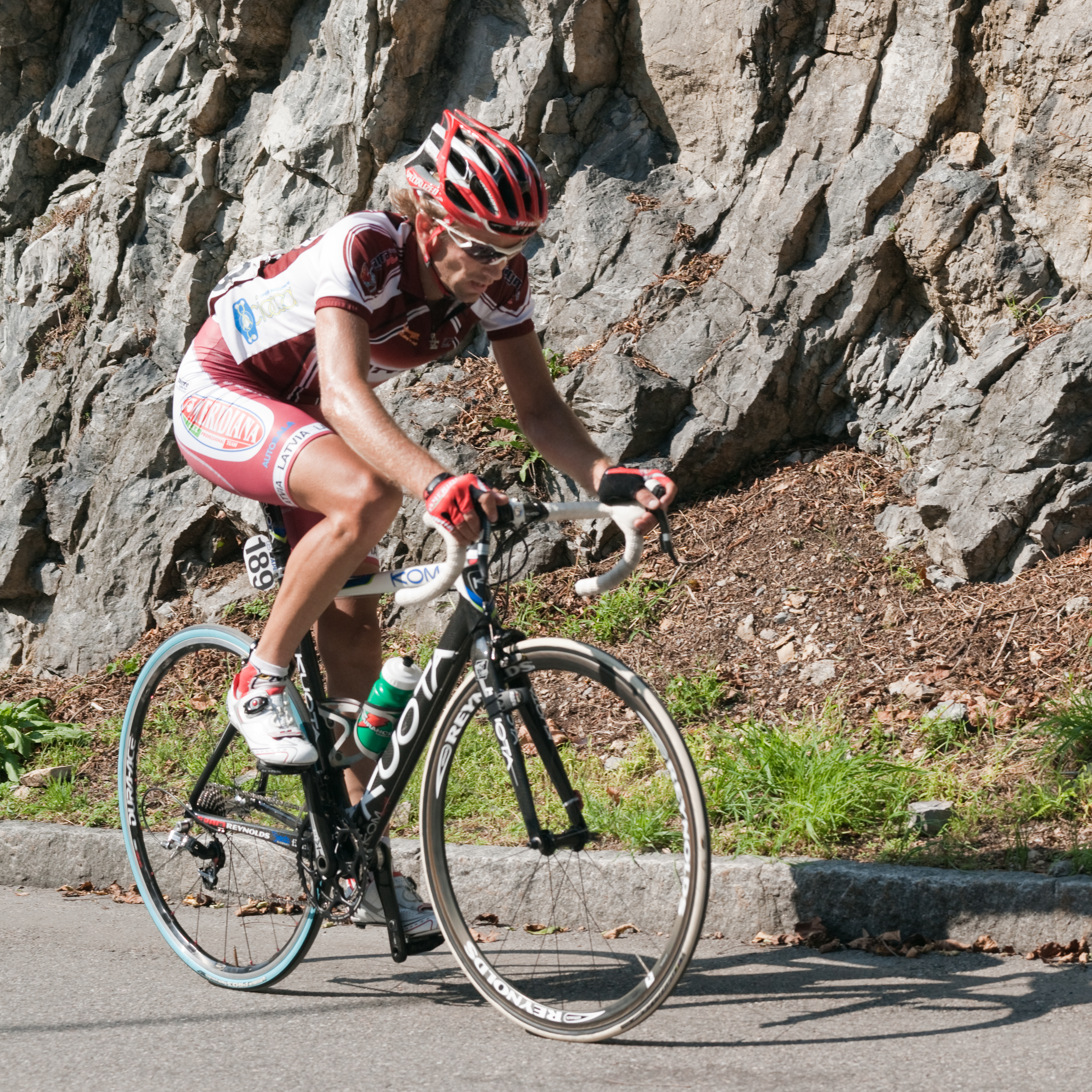

Oļegs Meļehs (* 24. März 1982 in Riga) ist ein ehemaliger lettischer Radrennfahrer.

## Werdegang
Als Junior und in der U23 war Meļehs Mitglied der Nationalmannschaft und nahm an Welt- und Europameisterschaften teil, erreichte jedoch keine vorderen Platzierungen. Nachdem er 2003 Dritter der lettischen Straßenradmeisterschaft wurde, konnte er im nächsten Jahr das Straßenrennen und das Zeitfahren für sich entscheiden. Von 2005 bis 2007 fuhr er für das lettisch-schweizerische UCI Continental Team Rietumu Bank. In seinem ersten Jahr dort wurde er Sechster beim Grand Prix Tartu, 2006 Sechster beim Mayor Cup und 2007 Dritter beim De Vlaamse Pijl. Bei den nationalen Meisterschaften im Zeitfahren und im Straßenrennen stand er wiederholt auf dem Podium, zudem gewann er wiederholt den nationalen Titel im Cross-Country.
2008 wurde Meļehs Mitglied beim Team Dynatek-Latvia. In diesem Jahr erzielte er mit dem Gewinn des Grand Prix of Moscow den einzigen internationalen Erfolg seiner Karriere. Zur Saison 2009 wechselte er zum Meridiana Kamen Team, für das er zum zweiten Mal lettischer Meister im Straßenrennen wurde. Mit jeweils einem zweiten Etappenplatz bei der Istrian Spring Trophy und der Tour of Małopolska verpasste er knapp einen zählbaren Erfolg.
Ab der Saison 2011 war Meļehs nur noch bei nationalen Rennen am Start, seit 2013 wird er nicht mehr in den Ergebnislisten der UCI geführt.

## Erfolge – Straße
2004
- Lettischer Meister – Einzelzeitfahren
- Lettischer Meister – Straßenrennen

2008
- Grand Prix of Moscow

2009
- Lettischer Meister – Straßenrennen

## Erfolge – Mountainbike
2004
- Lettischer Meister – Cross Country

2005
- Lettischer Meister – Cross Country

2007
- Lettischer Meister – Cross Country

## Teams
- 2005 Rietumu Bank
- 2006 Rietumu Bank-Riga
- 2007 Rietumu Bank-Riga
- 2008 Dynatek-Latvia
- 2009 Meridiana-Kalev Chocolate Team
- 2010 Meridiana Kamen Team